# Eparchie nižněnovgorodská
Eparchie nižněnovgorodská je eparchie ruské pravoslavné církve nacházející se v Rusku.

## Území a titul biskupa
Zahrnuje správní hranice území městského okruhu Nižnij Novgorod, Arzamas, Dzeržinsk, Sarov a Bor, také Arzamaského, Balachninského, Bogorodského, Dalněkonstantinovského, Divejevského a Kstovského rajónu Nižněnovgorodské oblasti.
Eparchiálnímu biskupovi náleží titul biskup nižněnovgorodský a arzamaský.

## Historie
Otázka zřízení metropolitního stolce se řešila poměrně dlouho. Rozhodnutí vytvořit samostatnou nižněnovgorodskou eparchii bylo učiněno v roce 1589. Toto rozhodnutí bylo urychleno nebezpečným množením příznivců starověrců.
Eparchie byla oficiálně zřízena 3. dubna 1672. Prvním eparchiálním biskupem se stal archimandrita Pskovo-pečerského monastýru Filaret.
Od svého založení až do konce 18. století sídlila biskupská rezidence v Nižněnovgorodském Kremlu a za biskupa Damaskina (Semjonova-Rudněva) bylo sídlo přeneseno do nové budovy postavené na území bývalého ivanovského monastýru.
Dne 27. října 1799 byla eparchie přejmenována z Nižnij Novgorod a Alatyr na Nižnij Novgorod a Arzamas. Město Arzamas, které bylo od roku 1740 součástí vladimirské eparchie se vrátilo a město Alatyr se stalo součástí kazaňské eparchie.
V období Ruské sovětské federativní socialistické republiky se Volha stala pohřebištěm prvních Novomučedníků a vyznavačů ruské církve. V noci ze 17. na 18. srpna 1918 bylo na Močálném ostrově, který se nachází na Volze, naproti historickému centru Nižního Novgorodu zastřeleno 15 monachů z Oranského monastýru. Těla biskupa Lavrentije (Kňazeva) a protojereje Alexeje Alexandroviče Porfirjeva byla převezena na ostrov a vhozena do vody. Vladyka Lavrentij se stal desátým zastřeleným pravoslavným biskupem.
Během sovětského období byly chrámy eparchie uzavřeny či zničeny úřady a následně byly některé znovu otevřeny.
Roku 1988 byla zaregistrována církevní obec ve městě. Později byly vráceny všechny chrámy eparchie.

## Seznam biskupů
- 1672–1686 Filaret
- 1686–1696 Pavel
- 1697–1699 Trifillij (Inichov)
- 1699–1708 Isaija
- 1708–1719 Silvestr (Cholmskij)
- 1719–1738 Pitirim
- 1739–1742 Ioann (Dubinskij)
- 1742–1748 Dimitrij (Sečenov)
- 1748–1753 Veniamin (Pucek-Grigorovič)
- 1753–1773 Feofan (Čarnuckij)
- 1773–1782 Antonij (Zybelin)
- 1782–1783 Ioasaf (Zabolotskij)
- 1783–1794 Damaskin (Semjonov-Rudněv)
- 1794–1798 Pavel (Ponomarjov)
- 1798–1811 Veniamin (Krasnopěvkov-Rumovskij)
- 1811–1825 Moisej (Blizněcov-Platonov)
- 1825–1826 Samuil (Zapolskij-Platonov), dočasný administrátor
- 1826–1826 Mefodij (Orlov-Sokolov)
- 1826–1832 Afanasij (Protopopov)
- 1832–1835 Amvrosij (Morjev)
- 1835–1847 Ioann (Dobrozrakov)
- 1847–1850 Iakov (Večerkov)
- 1850–1851 Iustin (Michajlov), dočasný administrátor
- 1850–1857 Ieremija (Solovjov)
- 1857–1860 Antonij (Pavlinskij)
- 1860–1869 Nektarij (Naděždin)
- 1869–1873 Filaret (Malyševskij)
- 1873–1877 Ioannikij (Rudněv), místně svatořečený
- 1877–1879 Chrisanf (Retivcev)
- 1879–1885 Makarij (Miroljubov)
- 1885–1889 Modest (Strelbickij)
- 1889–1892 Vladimir (Petrov)
- 1892–1900 Vladimir (Nikolskij)
- 1901–1910 Nazarij (Kirillov)
- 1910–1918 Ioakim (Levickij), svatořečený mučedník
- 1917–1918 Lavrentij (Kňazev), svatořečený mučedník
- 1918–1922 Jevdokim (Meščerskij)
- 1922–1923 Filipp (Gumilevskij)
- 1924–1934 Sergij (Stragorodskij)
- 1929–1934 Alexandr (Pochvalinskij)
- 1934–1935 Jevgenij (Zjornov), svatořečený mučedník
- 1935–1937 Feofan (Tuljakov)
  - 1937–1941 eparchie neobsazena
- 1941–1942 Sergij (Grišin)
- 1942–1942 Andrej (Komarov)
- 1942–1943 Sergij (Grišin)
- 1943–1948 Zinovij (Krasovskij)
- 1948–1961 Kornilij (Popov)
- 1961–1965 Ioann (Alexejev)
- 1965–1966 Mstislav (Volonsevič)
- 1966–1977 Flavian (Dmitrijuk)
- 1977–2001 Nikolaj (Kutěpov)
- 2001–2002 Jevgenij (Ždan)
- 2002–2003 Feodosij (Vasněv), dočasný administrátor
- od 2003 Georgij (Danilov)